# Aženski Vrh
Aženski Vrh je jednou ze třiceti vesnic, které tvoří občinu Gornja Radgona ve Slovinsku. Ve vesnici v roce 2002 žilo 48 obyvatel.

## Poloha, popis
Rozkládá se v Pomurském regionu na severovýchodě Slovinska. Vesnici tvoří asi dvacet roztroušených usedlostí. Celková rozloha vesnice je 0,64 km²[zdroj?] a rozkládá se v nadmořské výšce zhruba 265 – 320 m. Leží přibližně 6 km jihozápadně od města Gornja Radgona, střediskové obce občiny.
Sousedními vesnicemi jsou: Police na severu a na východě, Spodnja Ščavnica na jihu a na západě.